# Turkosbrynad motmot
Turkosbrynad motmot (Eumomota superciliosa) är en fågel i familjen motmoter inom ordningen praktfåglar.

## Utseende
Turkosbrynad motmot är en spektakulär motmot, med turkosfärgat ögonbrynssstreck och turkosblå vingar och stjärt med stora spatlar längst ut. Vidare har den olivgrön ovansida, kanel- eller rostbrun undersida och en mörkare rödaktig fläck på manteln. Näbben är mörk, nedåtböjd och relativt lång.

## Utbredning och systematik
Turkosbrynad motmot placeras som enda art i släktet Eumomota. Den förekommer i Centralamerika, dels i östra Mexiko och norra Guatemala på Yucatánhalvön, dels utmed Stilla havet från södra Mexiko till Costa Rica. Fågeln delas in i sju underarter med följande utbredning:
- Eumomota superciliosa bipartita – sluttningen mot Karibien i södra Mexiko och Stillahavssluttningen i Guatemala
- Eumomota superciliosa superciliosa – sydöstra Mexiko (Tabasco, Campeche, norra Yucatán och Cozumel)
- Eumomota superciliosa  vanrossemi – arida områden i inre Guatemala (Río Negro och Motagua)
- Eumomota superciliosa  sylvestris – karibiska låglandet i östra Guatemala
- Eumomota superciliosa  apiaster – El Salvador till västra Honduras och nordvästra Nicaragua
- Eumomota superciliosa  euroaustris – torra sluttningar mot Karibien i norra Honduras
- Eumomota superciliosa  australis – Stillahavssluttningen i nordvästra Costa Rica

## Levnadssätt
Turkosbrynad motmot hittas i tropiska områden, framför allt i torrare områden. Den föredrar torr skog, halvöppna områden med spridda träd och trädgårdar. Arten är en av de mest synliga motmoterna, särskilt på våren när den kan ses sitta på telefontrådar utmed vägar och exponerade grenar. Fågeln häckar likt kungsfiskare i hål som den gräver ut i sand- och jordbanker. Den har också noterats häcka i kolonier vid cenoter i Mayaruiner på Yucatánhalvön.

## Status och hot
Arten har ett stort utbredningsområde, men tros minska i antal, dock inte tillräckligt kraftigt för att den ska betraktas som hotad. Internationella naturvårdsunionen IUCN listar arten som livskraftig (LC). Beståndet uppskattas till i storleksordningen en halv till fem miljoner vuxna individer.

## I kulturen
Turkosbrynad motmot är El Salvadors nationalfågel.

## Bilder

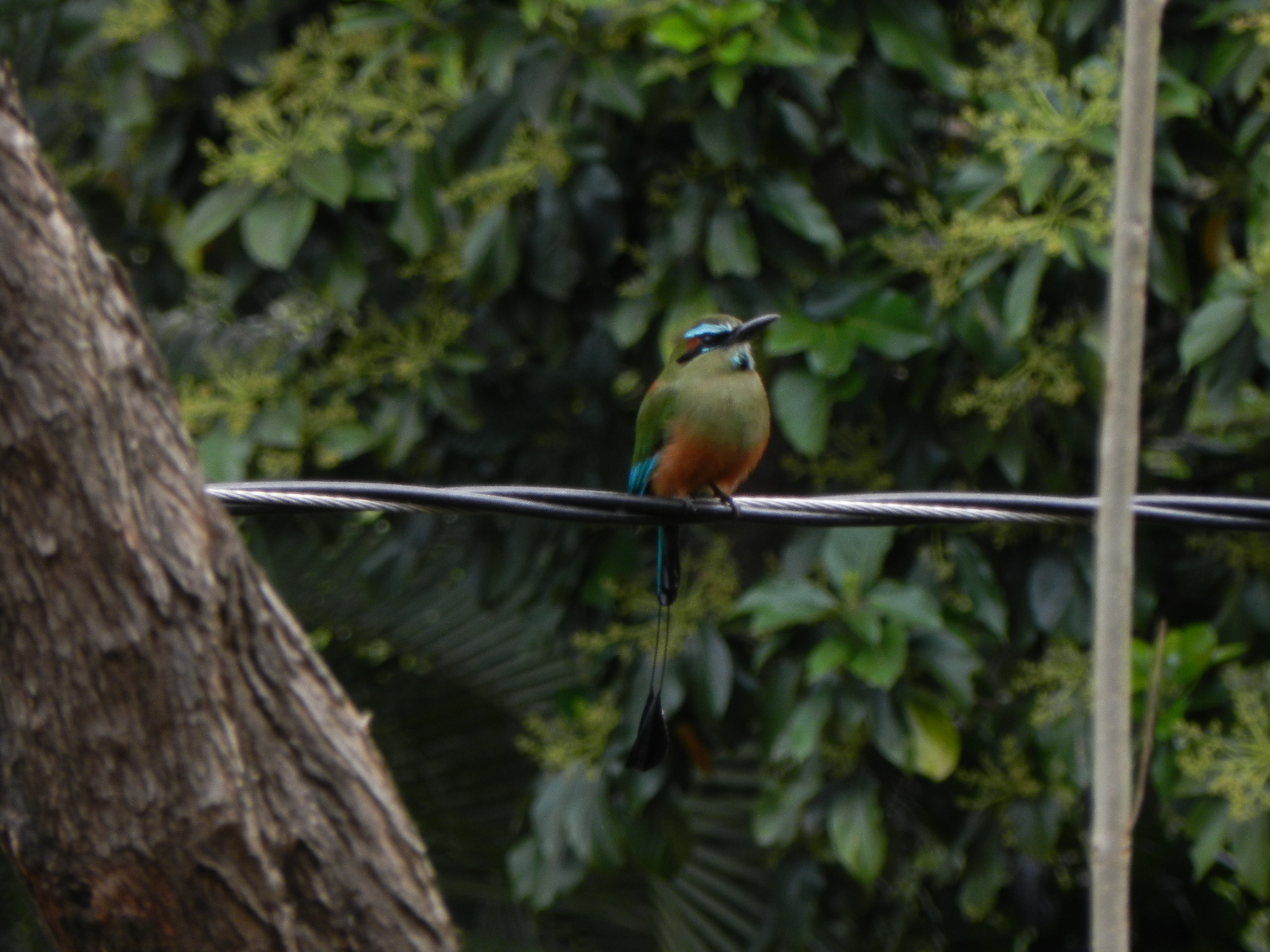
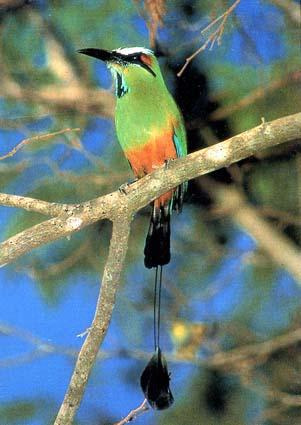
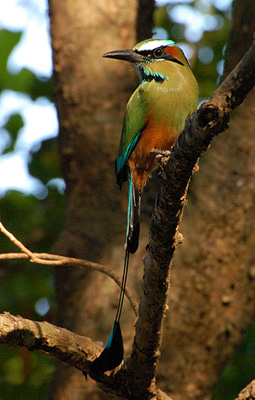
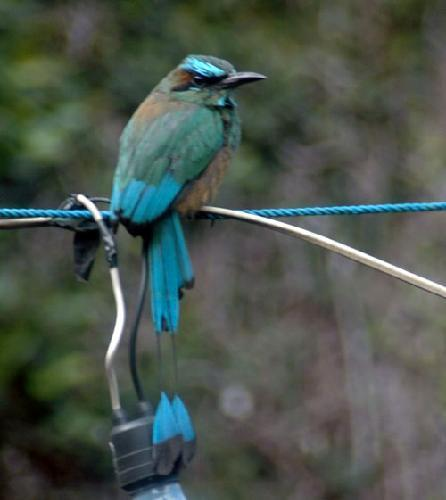
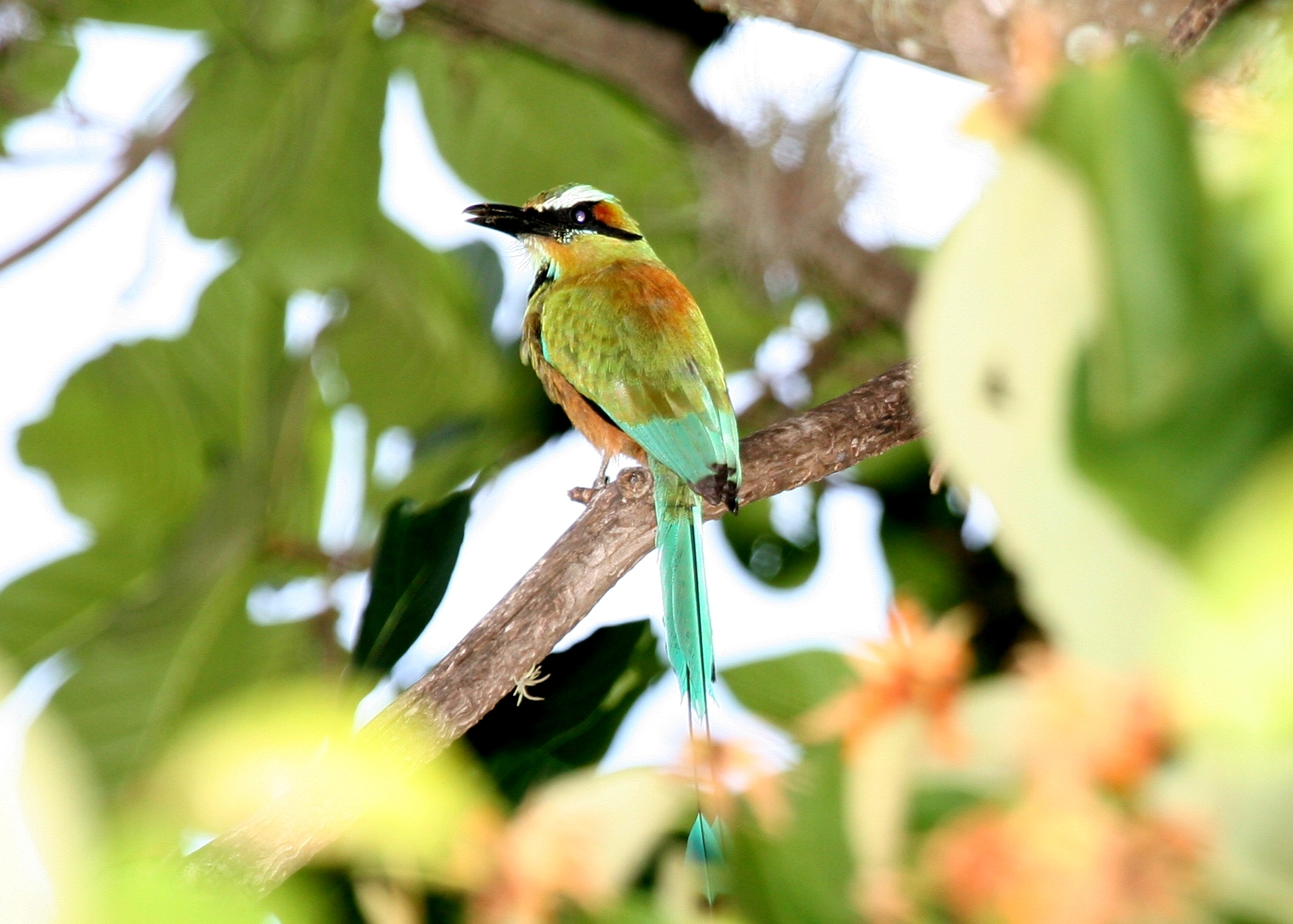
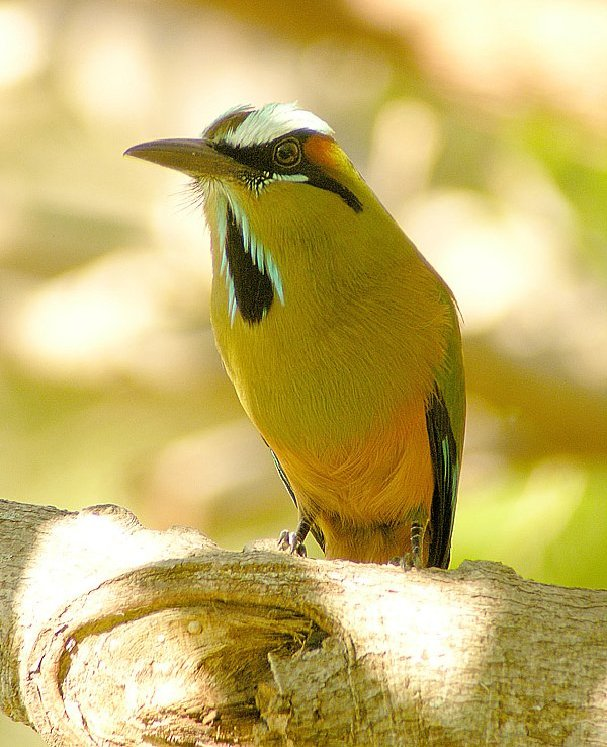